# Échevronne
Échevronne település Franciaországban, Côte-d’Or megyében. Lakosainak száma 309 fő (2022. január 1.). Échevronne Fussey, Pernand-Vergelesses, Savigny-lès-Beaune, Villers-la-Faye, Bouilland, Magny-lès-Villers és Marey-lès-Fussey községekkel határos.

## Népesség
A település népességének változása:
| Lakosok száma | 187  | 219  | 230  | 271  | 284  | 283  | 284  | 292  | 296  | 309  |
|               | 1968 | 1982 | 1990 | 2006 | 2013 | 2015 | 2017 | 2019 | 2020 | 2022 |